# Paris-Nice 1981
Paris-Nice 1981 est la 39e édition de la course cycliste Paris-Nice. La course a lieu entre le 11 et le 18 mars 1981. La victoire revient au coureur irlandais Stephen Roche, de l'équipe Peugeot-Esso-Michelin, devant Adrie van der Poel (DAF Trucks-Cote d'Or-Gazelle) et Alfons de Wolf (Vermeer-Thijs).

## Participants
Dans cette édition de Paris-Nice, 124 coureurs participent divisés en 14 équipes : Peugeot-Esso-Michelin, DAF Trucks-Cote d'Or-Gazelle, Vermeer-Thijs, La Redoute-Motobécane, Bianchi-Piaggio, Miko-Mercier-Vivagel, Teka, Boule d'Or, Sem-France Loire-Campagnolo, Puch-Wolber, HB Alarmsystemen, Capri Sonne, Fangio-Sapeco-Mavic et une équipe de Scandinavie. L'épreuve est terminée par 82 coureurs. L'équipe Scandinavie est formée de coureurs venant de Norvège, Danemark, Suède et Finlande. Elle remplace au dernier moment l'équipe colombienne, forfait en raison du froid.

## Étapes
| Étapes                | Date    | Villes étapes                         | Km      | Vainqueur d'étape      | Leader du classement général |
| --------------------- | ------- | ------------------------------------- | ------- | ---------------------- | ---------------------------- |
| Prologue              | 11 mars | Meaux (clm)                           | 7,3 km  | Knut Knudsen           | Knut Knudsen                 |
| 1re étape             | 12 mars | Joigny-Château Chinon                 | 177 km  | Silvano Contini        | Silvano Contini              |
| 2e étape, 1er secteur | 13 mars | Château Chinon-Bourbon-Lancy          | 101 km  | Roger De Vlaeminck     | Silvano Contini              |
| 2e étape, 2e secteur  | 13 mars | Bourbon-Lancy (clm)                   | 27 km   | Peugeot-Esso-Michelin  | Michel Laurent               |
| 3e étape              | 14 mars | Bourbon-Lancy-Saint-Étienne           | 217 km  | Adrie van der Poel     | Adrie van der Poel           |
| 4e étape              | 15 mars | Bollène-Miramas                       | 189 km  | Roger De Vlaeminck     | Adrie van der Poel           |
| 5e étape              | 16 mars | Miramas-Le Castellet                  | 175 km  | Tommy Prim             | Adrie van der Poel           |
| 6e étape              | 17 mars | La Seyne-sur-Mer-Mandelieu-la-Napoule | 175 km  | Phil Anderson          | Stephen Roche                |
| 7e étape, 1er secteur | 18 mars | Mandelieu-la-Napoule-Nice             | 57,5 km | Jean-Luc Vandenbroucke | Stephen Roche                |
| 7e étape, 2e secteur  | 18 mars | Nice-Col d'Èze (clm)                  | 11 km   | Stephen Roche          | Stephen Roche                |

## Résultats des étapes

### Prologue
11-03-1981. Meaux, 7,3 km (clm).
|   | Cycliste               | Équipe                | Temps      |
| - | ---------------------- | --------------------- | ---------- |
| 1 | Knut Knudsen           | Bianchi-Piaggio       | 9 min 18 s |
| 2 | Jean-Luc Vandenbroucke | La Redoute-Motobécane | + 2 s      |
| 3 | Regis Clère            | Miko-Mercier-Vivagel  | + 12 s     |

### 1reétape
12-03-1981. Joigny-Château Chinon, 177 km.
|   | Cycliste        | Équipe                       | Temps           |
| - | --------------- | ---------------------------- | --------------- |
| 1 | Silvano Contini | Bianchi-Piaggio              | 4 h 59 min 59 s |
| 2 | Michel Laurent  | Peugeot-Esso-Michelin        | + 12 s          |
| 3 | Eddy Schepers   | DAF Trucks-Cote d'Or-Gazelle | + 2 min 06 s    |

### 2eétape,1ersecteur
13-03-1981. Château Chinon-Bourbon-Lancy 101 km.
|   | Cycliste           | Équipe                       | Temps           |
| - | ------------------ | ---------------------------- | --------------- |
| 1 | Roger De Vlaeminck | DAF Trucks-Cote d'Or-Gazelle | 2 h 34 min 02 s |
| 2 | Noël Dejonckheere  | Teka                         | m.t.            |
| 3 | Rik Van Linden     | Boule d'Or                   | m.t.            |

### 2eétape,2esecteur
13-03-1981. Bourbon-Lancy 101 km. (clm)
|   | Équipe                       | Temps       |
| - | ---------------------------- | ----------- |
| 1 | Peugeot-Esso-Michelin        | 36 min 04 s |
| 2 | Bianchi-Piaggio              | + 49 s      |
| 3 | DAF Trucks-Cote d'Or-Gazelle | + 55 s      |

### 3eétape
14-03-1981. Bourbon-Lancy-Saint-Étienne 217 km.
|   | Cycliste            | Équipe                       | Temps           |
| - | ------------------- | ---------------------------- | --------------- |
| 1 | Adrie van der Poel  | DAF Trucks-Cote d'Or-Gazelle | 5 h 52 min 12 s |
| 2 | Serge Beucherie     | Sem-France Loire-Campagnolo  | + 7 s           |
| 3 | Jean-Louis Gauthier | Miko-Mercier-Vivagel         | m.t.            |

### 4eétape
15-03-1981. Bollène-Miramas, 189 km.
|   | Cycliste               | Équipe                       | Temps           |
| - | ---------------------- | ---------------------------- | --------------- |
| 1 | Roger De Vlaeminck     | DAF Trucks-Cote d'Or-Gazelle | 5 h 15 min 39 s |
| 2 | Jacques Bossis         | Peugeot-Esso-Michelin        | + 10 s          |
| 3 | Jean-Luc Vandenbroucke | La Redoute-Motobécane        | m.t.            |

### 5eétape
16-03-1981. Miramas-Le Castellet, 175 km.
|   | Cycliste            | Équipe                | Temps           |
| - | ------------------- | --------------------- | --------------- |
| 1 | Tommy Prim          | Bianchi-Piaggio       | 4 h 57 min 51 s |
| 2 | Dominique Arnaud    | Puch-Wolber           | + 1 s           |
| 3 | Ferdi Van Den Haute | La Redoute-Motobécane | + 4 s           |

### 6eétape
17-03-1981. La Seyne-sur-Mer-Mandelieu-la-Napoule, 175 km.
|   | Cycliste               | Équipe                | Temps           |
| - | ---------------------- | --------------------- | --------------- |
| 1 | Phil Anderson          | Peugeot-Esso-Michelin | 4 h 42 min 15 s |
| 2 | Jean-Luc Vandenbroucke | La Redoute-Motobécane | + 12 s          |
| 3 | Régis Clère            | Miko-Mercier-Vivagel  | + 14 s          |

### 7eétape,1ersecteur
18-03-1981. Mandelieu-la-Napoule-Nice, 57,5 km.
|   | Cycliste               | Équipe                | Temps           |
| - | ---------------------- | --------------------- | --------------- |
| 1 | Jean-Luc Vandenbroucke | La Redoute-Motobécane | 1 h 27 min 53 s |
| 2 | Régis Clère            | Miko-Mercier-Vivagel  | + 10 s          |
| 3 | Stephen Roche          | Peugeot-Esso-Michelin | m.t.            |

### 7eétape,2esecteur
18-03-1981. Nice-Col d'Èze, 11 km (clm).
|   | Cycliste               | Équipe                | Temps       |
| - | ---------------------- | --------------------- | ----------- |
| 1 | Stephen Roche          | Peugeot-Esso-Michelin | 21 min 09 s |
| 2 | Knut Knudsen           | Bianchi-Piaggio       | + 2 s       |
| 3 | Jean-Luc Vandenbroucke | La Redoute-Motobécane | + 12 s      |

## Classements finals

### Classement général
|    | Cycliste               | Équipe                       | Temps            |
| -- | ---------------------- | ---------------------------- | ---------------- |
| 1  | Stephen Roche          | Peugeot-Esso-Michelin        | 30 h 17 min 50 s |
| 2  | Adrie van der Poel     | DAF Trucks-Cote d'Or-Gazelle | + 1 min 19 s     |
| 3  | Alfons de Wolf         | Vermeer-Thijs                | + 1 min 55 s     |
| 4  | Pierre Bazzo           | La Redoute-Motobécane        | + 3 min 22 s     |
| 5  | Peter Zijerveld        | HB Alarmsystemen             | + 3 min 24 s     |
| 6  | Serge Beucherie        | Sem-France Loire-Campagnolo  | + 4 min 19 s     |
| 7  | Bernardo Alfonsel      | Teka                         | + 4 min 39 s     |
| 8  | Jacques Bossis         | Peugeot-Esso-Michelin        | + 5 min 11 s     |
| 9  | Jean-Luc Vandenbroucke | La Redoute-Motobécane        | + 8 min 15 s     |
| 10 | Régis Clère            | Miko-Mercier-Vivagel         | + 9 min 44 s     |